# Бабич Віктор Вікторович
Ві́ктор Ві́кторович Ба́бич (2002—2022) — молодший сержант Збройних сил України, учасник російсько-української війни, що загинув у ході російського вторгнення в Україну в 2022 році.

## Військова служба
Народився 2002 року в місті Коростень. Проживав в селищі Лугини Коростенського району; закінчив Лугинську гімназію. 2020 року вступив до Національної академії Сухопутних військ імені гетьмана Петра Сагайдачного; 5 березня 2022-го у зв'язку із повномасштабним вторгненням рф до України, випустився достроково.
Віктор Бабич ніс військову службу на посаді техніка роти вогневої підтримки батальйону морської піхоти миколаївської 36-ї бригади морської піхоти. Загинув 18 березня 2022 року під час обстрілу Миколаєва.
Похований у селищі Лугини Коростенського району 27 березня 2022 року.
Без Віктора залишились мама, два брати, старший — брат-близнюк теж військовослужбовець.

## Нагороди
- орден «За мужність» III ступеня (2022, посмертно) — за особисту мужність і самовіддані дії, виявлені у захисті державного суверенітету та територіальної цілісності України, вірність військовій присязі.